# Castillo de Verrès
El castillo de Verrès es uno de los monumentos medievales más famosos de Valle de Aosta, lugar de paso entre Italia y el noroeste europeo. Fue construido en el siglo XIV como fortaleza militar de Yblet de Challant (c. 1330 - Verrès, c. 1409), miembro ilustre del linaje Challant y quien ostentó el cargo de capitán general y gobernador del Piamonte entre 1379 y 1404, durante el reinado de tres condes Amadeos de Saboya: Amadeo VI, Amadeo VII y Amadeo VIII.
Es uno de los primeros ejemplos de castillo monobloque, es decir, constituido por un único edificio, a diferencia de los castillos más antiguos formados por un conjunto de cuerpos rodeados por una muralla. Las obras duraron cerca de veinte años, y en 1390 estaban terminadas. En el siglo XVI, aprovechando la orografía, se añadió una cinta murada rodeando la edificación para adaptarla a los nuevos usos militares. Presenta, además de esta muralla, numerosos elementos que muestran su carácter defensivo: puertas fortificadas, poternas en diferentes plantas y una galería exterior voladiza.

## Situación

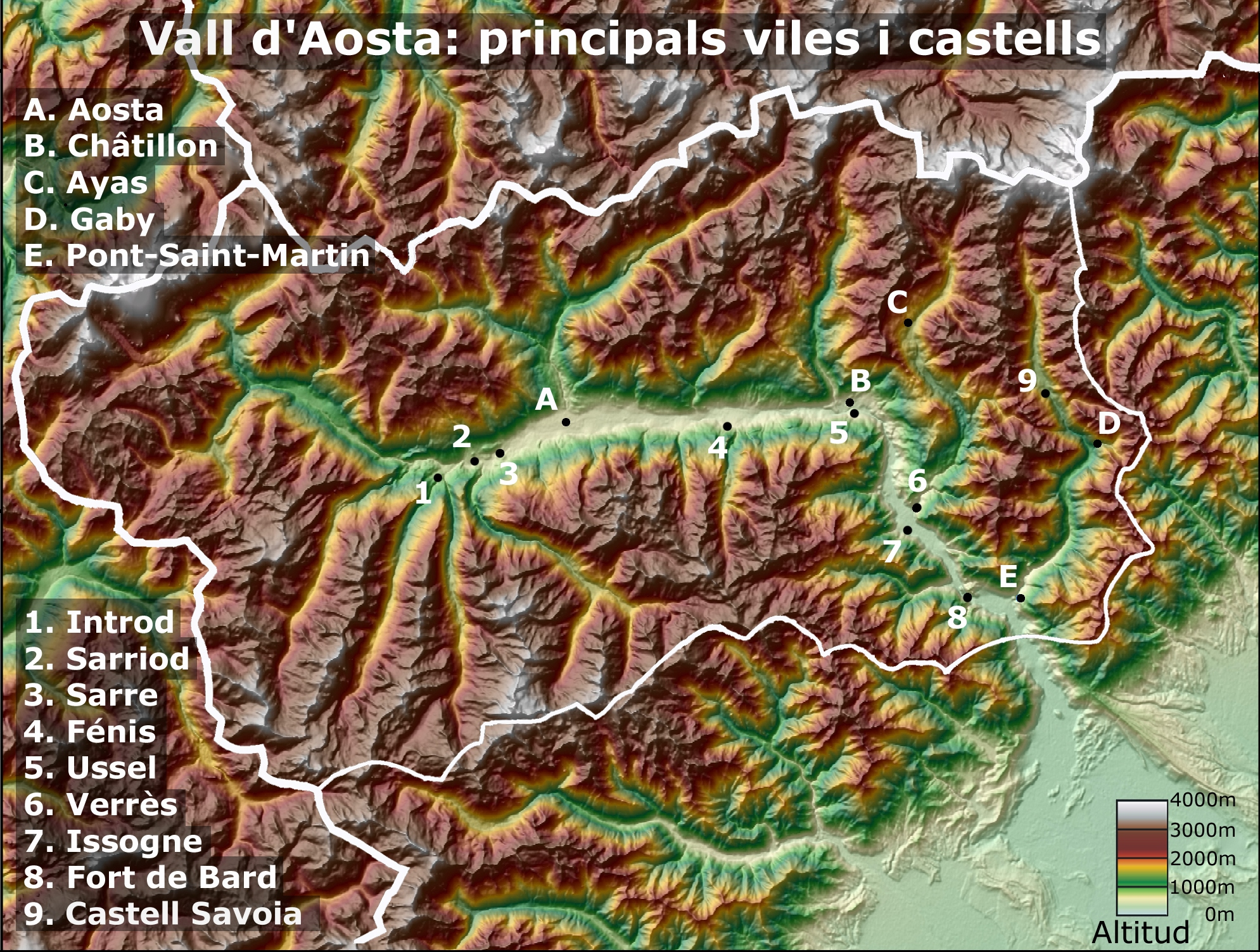
Situación de los principales castillos del valle de Aosta.

La región autónoma de Valle de Aosta es uno de los ejes de comunicaciones entre la llanura padana, en el norte de Italia, y Francia y Suiza, usado ya en el pasado: los romanos construyeron una calzada. Por este motivo, sus élites dirigentes necesitaban disponer de un abundante número de fortalezas en el valle para su control y aprovechamiento. La región está encajada en los Alpes, y destacan tres sistemas: el macizo del Mont Blanc (4807 m s. n. m.) al NO; el macizo de los Grand Combin (4314 m s. n. m.), Cervino (4480 m s. n. m.), Liskamm (4527 m s. n. m.) y Monte Rosa (4633 m s. n. m.) al N-NE, y el macizo del Gran Paradiso (4061 m s. n. m.) al SO. El valle de Aosta está recorrido de NO a SE por el río Dora Baltea, afluente del Po.
La fortaleza se levanta sobre un promontorio rocoso que domina la población de Verrès, situado en el punto en el que confluyen el valle de Aosta con el de Ayas. Desde este promontorio se controla la entrada al valle de Ayas y el paso hacia Aosta -capital del territorio- en la cabecera del valle del Dora Baltea. Externamente, aparece como un austero cubo de treinta metros de lado, sin prácticamente ningún elemento decorativo.
Desde el castillo se pueden ver los castillos de Issogne -situado a unos dos kilómetros al sur, en el lado opuesto del Dora Baltea- y de Villa -a un kilómetro y medio al norte, en la localidad de Challand-Saint-Victor, en el valle de Ayas- de acuerdo con el precepto de establecer contacto visual entre diferentes edificaciones defensivas para poder comunicarse entre ellas.

## Historia

### Orígenes

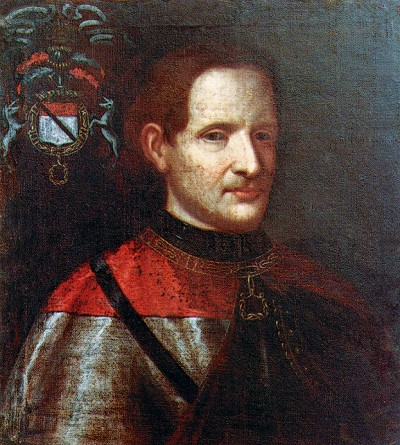
Retrato de Yblet de Challant.

El primer documento que testimonia la existencia de un castillo en Verrès, propiedad de la familia De Verretio, data de 1287. Entonces el control de la zona estaba en manos del señor de Aosta y de algunos linajes nobles como De Turrilia, De Arnado y De Verretio, feudatarios todos ellos del conde de Saboya. Los De Verretio, en particular, tuvieron a lo largo de los años disputas con el clero, que culminaron con el asalto al palacio vizcondal de Issogne en 1333.
Hacia la mitad del siglo XIV el linaje De Verretio, sin herederos, se extinguió. Por esta razón, sus tierras volvieron al conde Amadeo IV de Saboya, quien en 1372 las concedió oficialmente -de facto ya lo había hecho unos años antes- a Yblet de Challant, también llamado Ébal, quien ostentó diversos cargos a su servicio. Yblet reconstruyó íntegramente el castillo, edificando una compacta fortaleza militar prácticamente inexpugnable y diferente a todas sus coetáneas de la región, que consistían en un conjunto de edificios rodeados de una o más murallas.
Una inscripción en latín sobre el arquitrabe de la primera puerta que se encuentra subiendo desde la planta baja recuerda cómo los trabajos de Yblet terminaron en 1390:

MCCCLXXXX Magnific(us) D(omi)nus Eball(us) D(omi)nus Challandi Montioveti, etc. edificare fecit hoc castrum viventibus egregiis viris Francisco de Challand D(omi)nus de Bossonens et Castellionis et Joh(ann)e de Challand D(omi)no de Cossona ei(us) filiis.
En 1390, el magnífico señor Ébal, señor de Challant, Montjovet, etc., hizo construir este castillo en vida de los egregios señores François de Challant, señor de Bossonenss y Châtel, y Jean de Challant, señor de Coissonany, sus hijos.

### Siglo XV
A la muerte de Yblet en 1409, el castillo y sus otras propiedades pasaron a su hijo François quien, el 15 de agosto de 1424, recibió de los duques de Saboya el título de primer conde de Challant. Verrès fue uno de sus feudos más importantes, pero François nunca efectuó modificaciones sustanciales en el aspecto del castillo.
François murió en 1442 sin herederos varones y dejó sus bienes a sus hijas Marguerite y Catherine. Catherine era una mujer con carácter fuerte y decidida a mantener los bienes y privilegios recibidos por sus abuelos; compró la parte de la herencia de Marguerite y la instaló en el castillo de Verrès, relegándolo a los asuntos patrimoniales. Pronto, el señorío de Verrès fue objeto de una disputa hereditaria entre Catherine, que blandiendo el testamento de su padre lo reivindicaba para ella, y algunos primos varones, entre los cuales Jacques de Challant-Aymavilles, que reivindicaban la heredad en virtud de la Ley Sálica, que no permitía la transmisión de la herencia a los miembros femeninos de la dinastía.
El castillo se convirtió en uno de los bastiones de Caterina y su marido, Pierre Sarriod d'Introd, durante su lucha contra Jacques; hábil, Catherine, otorgó privilegios a sus súbditos. Según la tradición, la jornada de la Santísima Trinidad de 1449 Catherine y Pierre salieron de la fortaleza y bajaron a la plaza de la villa, donde bailaron con la juventud del burgo. Este episocio fortaleció notablemente la posición de la población en favor de Catherine -en la actualidad el hecho se rememora anualmente durante las fiestas del carnaval histórico de Verrès.
En 1456, muerto el marido en una emboscada, Catherine tuvo que rendirse y sus bienes, entre los cuales se encontraba el castillo de Verrés, pasaron a manos de su primo Jacques de Challant-Aymavilles, quien se convirtió en el segundo conde de Challant.

### La fortaleza del siglo XVI

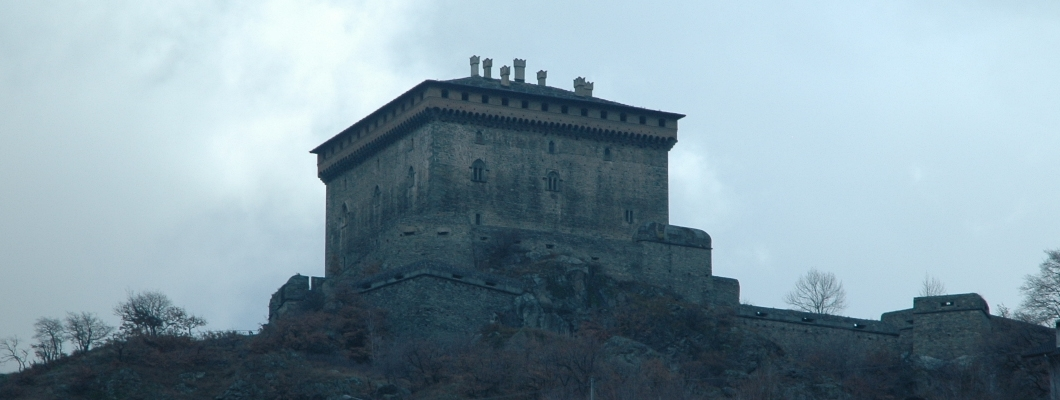
Castillo y muralla externa desde el noroeste.

El castillo continuó en manos de los descendientes de Jacques, pasando primero a su hijo Louis, después a su nieto Philibert y luego al hijo de este, René de Challant, quien usó como residencia el vecino castillo de Issogne, más cómodo.
Desde su construcción por Yblet, casi ciento cincuenta años antes, el edificio no había sufrido modificaciones ni se habían realizado trabajos de mantenimiento. En 1536, René, con la ayuda del capitán español Pedro del Valle, reconocido arquitecto militar, amplió la fortaleza adaptándola a la artillería de la época. Hizo construir una cinta murada en la base del edificio aprovechando la orografía, reforzada por contrafuertes, torres de flanqueo poligonales y troneras aptas para el uso de cañones, y la dotó de piezas de artillería provenientes de su feudo de Valangin, en el oeste de Suiza. La actual puerta de acceso a la fortaleza -accesible mediante un puente levadizo-, nuevas ventanas cruzadas del XVI y nuevas puertas con arcos ultrapasados también son obra de René.

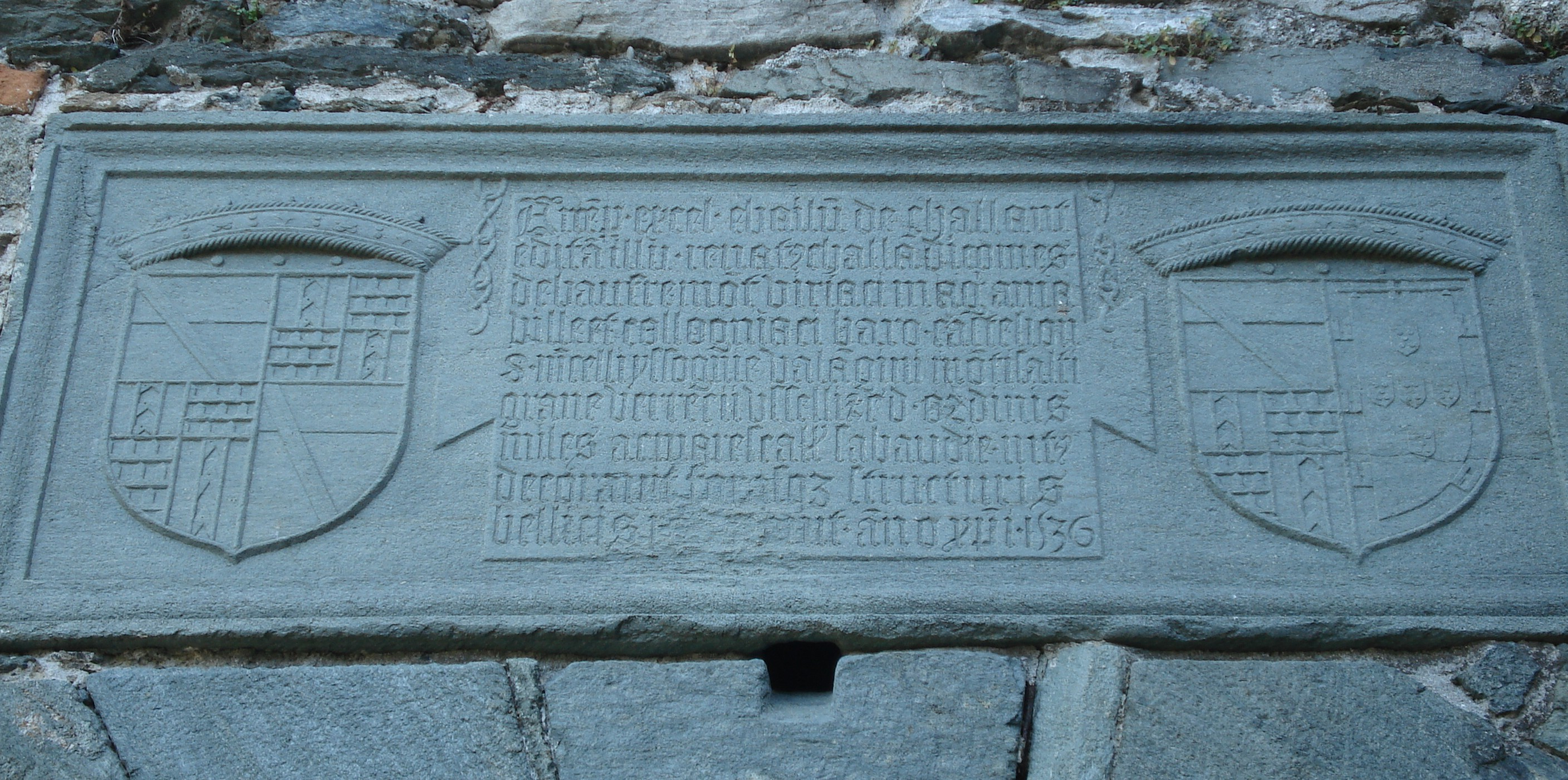
Placa en la puerta de acceso.

Estas actuaciones son recordadas en una placa de piedra, situada sobre la puerta de acceso, flanqueada a la derecha con el escudo de René de Challant, y en el otro lado, con el de su segunda esposa, Mencia de Braganza. En texto inciso en la placa reza:

MCCCLXXXX Magnific(us) D(omi)nus Eball(us) D(omi)nus Challandi Montioveti, etc. edificare fecit hoc castrum viventibus egregiis viris Francisco de Challand D(omi)nus de Bossonens et Castellionis et Joh(ann)e de Challand D(omi)no de Cossona ei(us) filiis.
El ilustre conde de Challant, René, barón de Beaufremont, de Virieu-le-Grand, de Aymavilles y de Coligni, señor de Châtillon, de Saint-Marcel, de Issogne, de Valangin, de Montalto Dora, de Graines, de Verrès, de Ussel, etc., caballero de la Orden de la Anunciación y mariscal de Saboya, apeteció esta fortaleza edificada por Yblet de Challant y dotó el exterior de añadidos ofensivos. En el año de Cristo de 1536.

### El declive
A la muerte de René de Challant sin herederos varones, en 1565, sus bienes pasaron a su yerno Giovanni Federico Madruzzo, marido de la hija Isabella, pero estos tuvieron que enfrascarse en una larga disputa legal con otros parientes de la casa de Challant, que revindicaban la improcedencia de la herencia del patrimonio, del padre a la hija, a causa de la Ley Sálica.
Inmediatamente después, los Saboya tomaron el control directo del señorío de Verrès, adaptándolo como puesto de vigilancia y prisión militar, pero en 1661, el duque de Saboya Carlos Manuel II hizo desmantelar el armamento del castillo para transferirlo, al igual que el del castillo de Montjovet -unos cinco kilómetros al norte en el Valle de Aosta-, al fuerte de Bard -ocho kilómetros aguas abajo, situado en una mejor posición estratégica para el control del valle- y el castillo de Verrès fue abandonado.
En 1696 terminaron las disputas legales entre los herederos de Isabella de Challant y otros miembros de la familia Challant. El señorío permaneció en manos de estos últimos hasta la extinción de la dinastía en el siglo XIX, pero nunca volvió a ser habitado. La robusta cinta murada externa resistió pero los techos de madera de la residencia colapsaron, dejando los niveles superiores del edificio expuestos a la intemperie y, con la consecuente degradación que sufrió la estructura, el edificio terminó en un estado de ruina.

### La recuperación del castillo en el siglo XIX

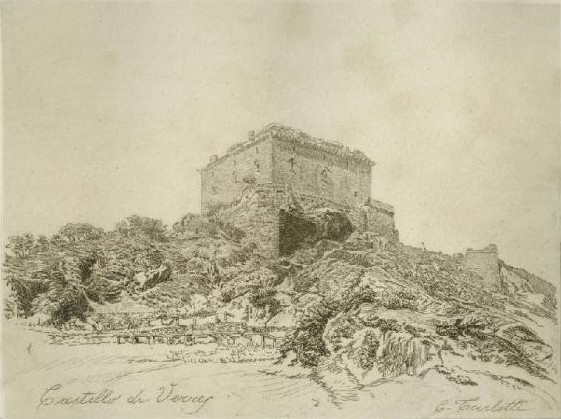
Grabado de Celestino Turletti (1845-1904) que muestra el castillo.

En 1884, por motivo de la Exposición General Italiana Artística e Industrial, Alfredo de Andrade usó la residencia del castillo como modelo para edifificar la Rocca del Burgo Medieval de Turín -recreación de un complejo fortificado. Andrade, portugués de nacimiento e italiano de adopción, arquitecto, arqueólogo y pintor, se dedicó a enseñar decoración y a reparar edificaciones históricas en el noroeste italiano, trabajo que le proporcionó un buen conocimiento del patrimonio arquitectónico del territorio.
Tras una serie de transmisiones la propiedad acabó en manos de la condesa Paolina Crotti de Castiglione. Alfredo de Andrade consiguió que la condesa cediera el castillo de Verrès, que fue adquirido finalmente por el Estado italiano en 1894 con la mediación de Andrade, entonces superintendente de los monumentos de Piamonte y Liguria, y quien se encargó de una primera fase de trabajos destinada a la recuperación del castillo.
Las actuaciones, iniciadas por Andrade y a continuadas por Cesare Bertea hasta el periodo de entreguerras, se ocuparon en particular de la eliminación de las estructuras que se habían añadido a los muros, la reconstrucción del almenado, de la parte externa de las chimeneas, de puertas y ventanas, y una primera intervención en el tejado.
|       |
| Antes |

|         |
| Después |

### SiglosXXyXXI
Pasada la Segunda Guerra Mundial, ya declarado monumento nacional, fue transferido a la Región Autónoma del Valle de Aosta que, a inicios de los años 1990, reconstruyó las cubiertas con losas de piedra. En 1994 empezó una nueva fase de restauraciones. En 2004 el castillo cerró las puertas a las visitas turísticas para poder realizar trabajos de adecuación y mejora de las instalaciones, destinadas a optimizar la difusión del monumento. Se rehicieron los sistemas eléctricos, se adecuaron los servicios sanitarios y otros, en algunas salas se instaló calefacción por suelo radiante y se efectuaron algunas intervenciones arquitectónicas, entre las cuales se encontraba la restauración de la escalera monumental. En marzo de 2007 las autoridades regionales reabrieron el castillo oficialmente a las visitas guiadas.

## Descripción

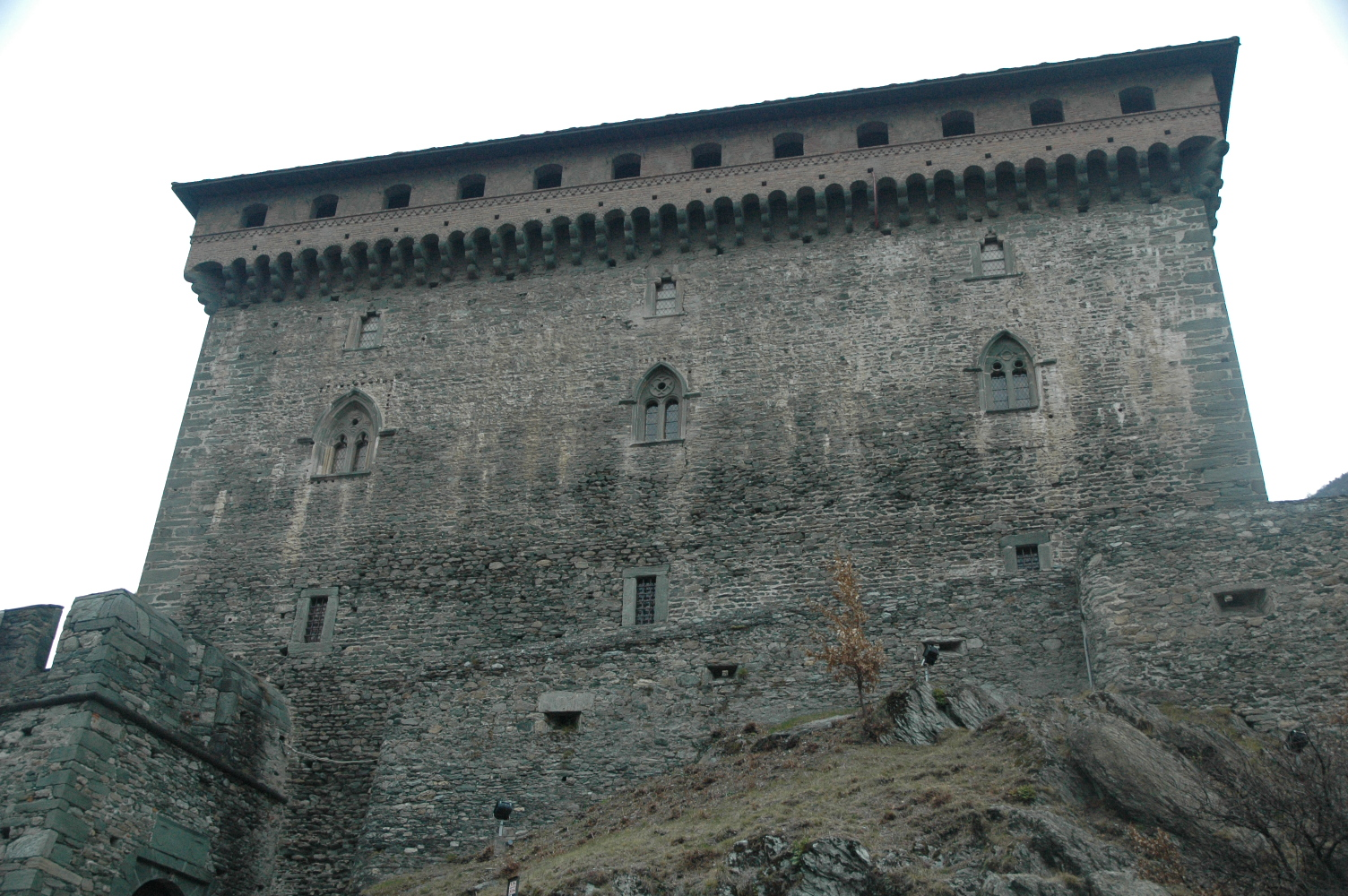
El castillo y parte de la muralla exterior visto desde el sur.

La factura del castillo debía reflejar la potencia y el prestigio de su propietario, el magnificus dominus Eballus dominus Challandi, que en su carrera profesional ostentó prestigiosos cargos al servicio de los tres condes Amadeos que se han nombrado. Por otro lado, el linaje disponía del castillo de Issogne como residencia, que era más confortable.
En el siglo XVIII el historiador valdostano Jean Baptiste de Tillier, en Historique de la Vallée d'Aoste, describió así el castillo:

Et l'on peut dire sans exagération que c'est un des plus solides et plus fameux batiments qu'un vassal ait pu faire construire dans le domaine d'un prince souverain où celluy-cy tient le rang d'un des plus renommés.
Y puede decirse sin exagerar que es uno de los más sólidos y afamados edificios que un vasallo haya podido construir dentro de los dominios de un príncipe soberano con uno de los rangos más afamados.

Construido como fortaleza militar, el castillo de Verrès se encuentra sobre un promontorio rocoso sobre el torrente Evançon, que domina la población de Verrès. Además de ser de difícil acceso y fácilmente defendible, su posición le permitía tener controlado el pueblo, situado justo debajo de él, el tramo central del valle de Aosta y la vía que se adentra en el valle de Ayas -valle lateral izquierdo del Dora Baltea-, una importante vía de comunicaciones en la época.
Externamente, el castillo se presenta como un austero monobloque cúbico de 30 m de lado, con una muralla en su base que rodea toda la cima del monte rocoso. En sus muros, de 2,5 m de espesor, son sobremontados de una fila de ménsulas, que sostienen un matacán por todo su perímetro; en los muros se abren bíforas medievales y ventanas cruzadas renacentistas. El cuerpo del edificio se desarrolla alrededor de un patio interno con una notable escalinata. La estructura interna del castillo es tan simple, regular y esencial como en el exterior; todos los elementos de la fortaleza parecen haber sido estudiados para facilitar su defensa y los elementos decorativos se resumen en elementos pétreos funcionales -portales, ventanas, hogares.

### Ingreso

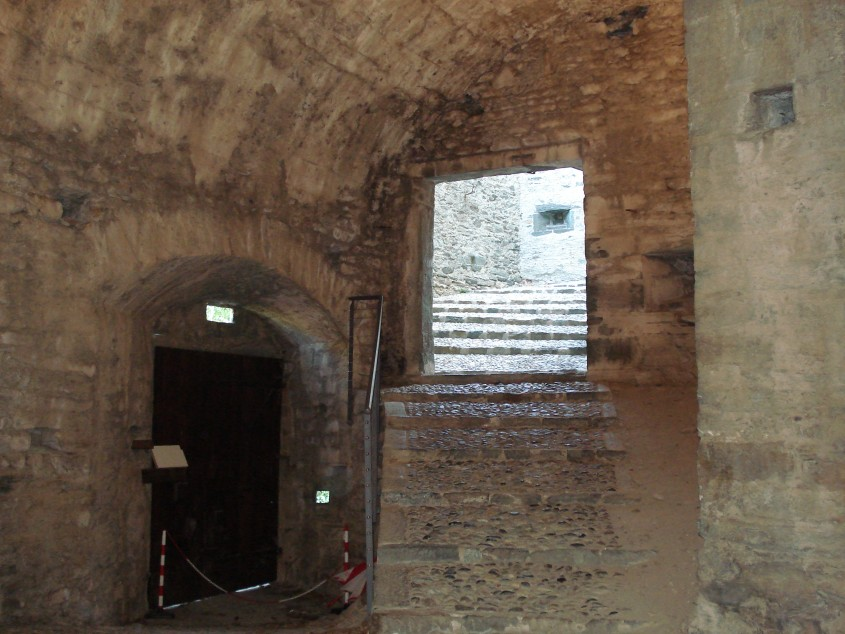
Primera puerta fortificada.

Se accede a pie por un empinado camino mulero que sube a la montaña hasta llegar al ingreso de la muralla, antes protegido por un puente levadizo. Esta puerta fue construida, junto a la cinta murada externa, por René de Challant en el siglo XVI, como queda indicado en la inscripción sobre el portal. A quien asciende por el camino la fortaleza siempre le queda a su lado derecho; en así para facilitar la defensa de la fortaleza en un tiempo en el que los soldados que se protegían con escudos lo hacían llevándolos en la mano izquierda y, consecuentemente, se dejaba el flanco derecho expuesto a los defensores del bastión.
Llegados a la puerta fortificada, una vez sobre sobrepasado el portal se encuentra un vestíbulo en pendiente ascendiente curvada para hacer más dificultosa la entrada violenta y molestar el uso de un ariete. Aquí se abre la puerta que conduce al patio, situado entre la muralla y el edificio, y a los bastiones, en un tiempo ocupados por establos y caballerizas -no accesibles a los visitantes.
Superado el vestíbulo se accede al cuerpo de guardia, bajo el cual se encontraba la prisión, adaptada hoy en día como recepción para la visita del castillo. Enfrente se encuentra el verdadero ingreso al castillo cerrado por una puerta de madera, reconstrucción de la original, reforzada con clavos y montada por un doble arco de medio punto y apuntado.

### Planta baja

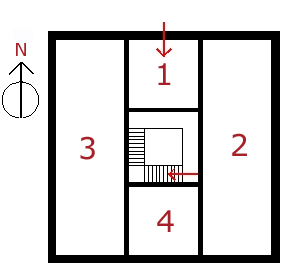
Probable distribución de la planta baja:
1. Vestíbulo
2. Almacén, armería
3. Alojamiento, comedor
4. Cocina

Al entrar al edificio se encuentra un recibidor cuadrado cubierto por una bóveda de cañón apuntado, último elemento defensivo de la edificación. Varias aspilleras y una trapa en el techo protegen este ámbito: desde ellas se podría rechazar a los asaltantes que hubiesen podido acceder. Pero, para entrar verdaderamente en el cuerpo central del castillo se necesitan, aún, atravesar un doble portal sobremontado por un arco de medio punto por el lado que da al vestíbulo y un arco apuntado hacia el patio interior; en un tiempo el portal estaba protegido por un rastrillo que deslizaba entre ambos arcos.
El patio interno del castillo es un simple espacio cuadrado desde el que se accede a dos grandes salones, ubicados a los lados de levante y poniente del castillo respectivamente; también se ubica una escalera sostenida por arcos rampantes que sube, pegada a las paredes del lado sur y de poniente, a las plantas superiores. La obertura de la parte superior del patio le proporciona iluminación y entrada para el agua de lluvia. El pavimento del patio se inclina de forma que envía el agua pluvial hacia su centro, donde se encuentra el pozo de la gran cisterna situada debajo, que la almacena para su uso, indispensable en caso de sitio.
La división interior de la edificación en la planta baja se compone, además del vestíbulo de ingreso y del patio, de otras cámaras que rodean este último. La totalidad del lado oriental la ocupa una gran cámara rectangular cubierta por una bóveda de cañón; es la única estancia del señorío sin calefacción y, probablemente, servía como almacén y armería. En la actualidad se usa como sala de baile durante la celebración del carnaval histórico.
En la esquina opuesta se encuentra el gran salón occidental accesible por un portal cubierto; portal y salón están cubiertos por bóvedas de cañón apuntado. Este salón, probablemente adaptado como alojamiento y comedor del personal de servicio y de los soldados, se calentaba con un hogar monumental y se comunicaba a través de una ventana con la cocina situada en la esquina meridional y, a través de una escalera hoy desaparecida, con la cocina situada en la esquina norte-occidental de la primera planta. Esta cámara, como las situadas en los pisos superiores, dispone de una poterna que se abre al exterior del muro septentrional, tal vez usada para el acceso del personal de servicio y también como salida de seguridad. En este gran salón de poniente se abre una de las aspilleras que dan al vestíbulo de ingreso. En algún punto del suelo de la cámara emerge la roca madre; de hecho, el castillo tiene sus cimientos sobre la misma roca.

### Primera planta

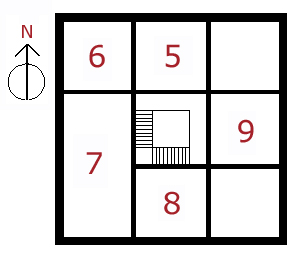
Probable distribución de la primera planta:
5. Cámara de la trapa
6. Cocina
7. Comedor nobiliario
8. Cocina nobiliaria
9 y adyacentes. Estancias nobiliarias

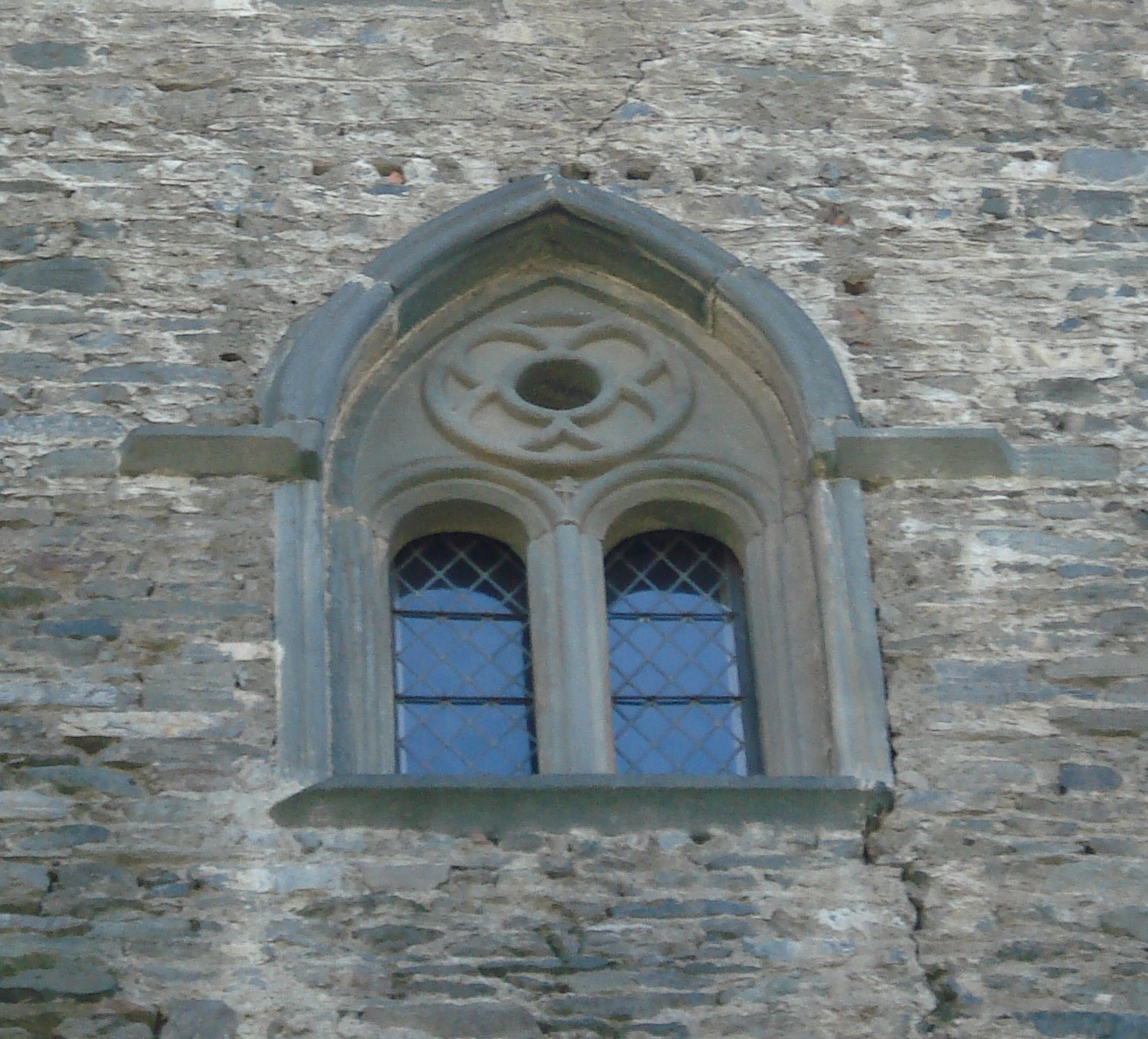
Ventana gótica geminada.

Esta planta estaba reservada a los señores del castillo y se accede a ella por la escalinata que parte del patio. Por el lado exterior recibe la luz de una serie de ventanas góticas geminadas, dispuestas aleatoriamente en los cuatro muros. Estas ventanas presentan un patrón uniforme: marco exterior con arco apuntado que carga sobre impostas y abertura dividida por el parteluz que sostiene, con las correspondientes jambas, dos arcos de medio punto; en el espacio comprendido entre estos arcos y el de cierre superior muchas ventanas presentan bajo relieves o aberturas; alguna luce bellos calados.
Por el interior, en el arquitrabe de la primera puerta que se encuentra subiendo la escalera desde el patio, se encuentra la inscripción que más arriba recuerda Ebalo de Challant como constructor del castillo en 1390. La puerta da acceso a una cámara, habilitada en la época como cuerpo de guardia, que se encuentra justo encima del vestíbulo de ingreso al edificio; su pavimento tiene la abertura de la trapa que da al recibidor, desde el cual se podían lanzar proyectiles sobre el enemigo que pretendiera reventar la puerta de acceso al patio interior. Recibe la luz de una ventana que mira al norte, desde la cual se ve el castillo de la villa de Challand-Saint-Victor, situado a 1,5 kilómetros sobre un monte que controla el paso por el valle de Ayas.
Desde esta estancia se accede a la segunda cocina de la guarnición, situada en la esquina noroeste del edificio, que anteriormente había estado comunicada con el salón de la planta baja mediante la escalera hoy desaparecida. Esta cámara estaba provista de la poterna antes mencionada. En la estancia hay un armario, empotrado en el muro, con una obertura hacia el exterior en la parte superior de la pared del fondo; seguramente usado como despensa, el agujero ayudaría a conservar mejor la comida gracias a la temperatura exterior, en la parte de umbría. También cuenta con un hogar en el suelo, en la pared que separa del comedor nobiliario, con la doble misión de cocer los alimentos y de calentar el gran comedor.
De la cocina se accede al que fue el comedor de los señores, que ocupa el resto de la esquina occidental de la planta, accesible desde la escalinata del patio. La sala se ilumina con dos ventanas, una bífora que da da al exterior y una cuadrífora del siglo XIV que da al patio interior, y se calentaba, además de con el calor desprendido por el hogar de la cocina, con dos grandes braseros ubicados en los extremos. Se comunicaba con una pequeña ventana con la otra cocina de la misma planta, de uso de los señores.
La cocina de los señores, situada en la esquina sur del edificio, está dotada de tres grandes hogares, de los cuales el situado en la esquina de la escalinata, de dimensiones excepcionales, se destinaba a asar animales enteros. La estancia, que se cubre con bóvedas esféricas, fue construida en tiempos de René de Challant; el techo ostenta en el centro un emblema con las letras R y M, iniciales de René y su esposa Mencia, y es el único que ha perdurado de los techos originales del castillo, a diferencia de los otros que se rehicieron durante las intervenciones del siglo XIX. La esquina oriental de la cocina está ocupada por algunos armarios y una gran despensa encastados en el muro.
La esquina de levante de esta planta está ocupada por las estancias de lecho de los señores, calentadas con grandes hogares, cubiertas con techos de madera a casetones y dotadas de cinco letrinas que vertían en el exterior, sobre las rocas de debajo.

### Segunda planta
Este piso del castillo -no accesible durante las visitas guiadas- refleja las divisiones de la planta inferior. Probablemente fue usado por los funcionarios y los huéspedes del castillo.
Situada sobre el comedor nobiliario se encuentra una sala probablemente habilitada como sala del consejo. Los techos de madera y los fuegos del suelo, de esta cámara y las otras de la planta, se han restaurado y reconstruido en las últimas décadas; los techos se habían deteriorado al colapsar el tejado del edificio. Las cámaras de la esquina de levante disponían de dos letrinas encastadas en el muro, análogas a las de la primera planta. La estancia situada sobre la cocina del ángulo noroeste presenta, como las de plantas inferiores, una poterna al exterior.

### Buhardilla

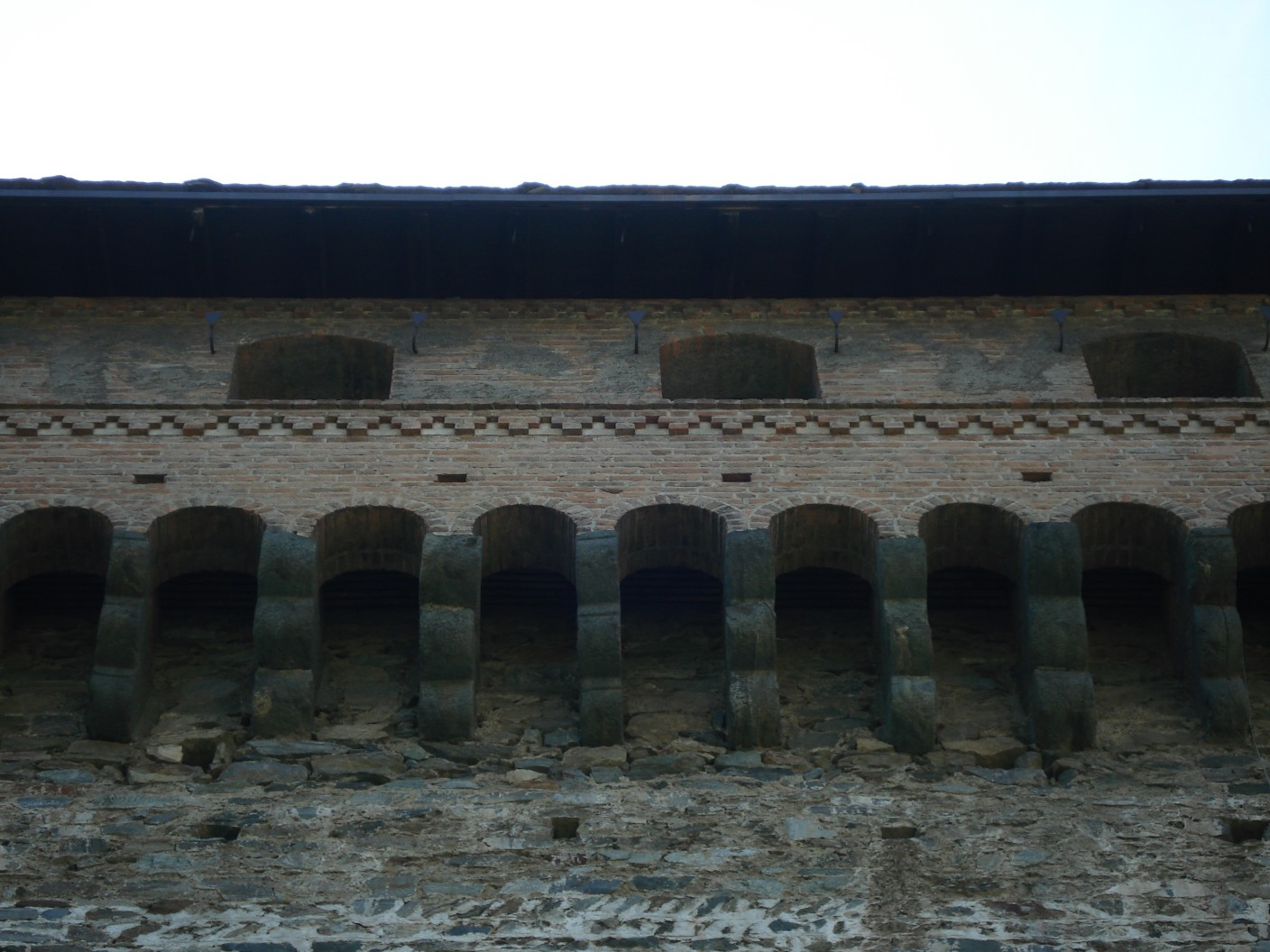
Galería en voladizo.

Una escalera de madera, de nueva factura, enlaza el segundo piso con la buhardilla -tampoco visitable. Las divisiones de esta planta se corresponden con las de las inferiores y, probablemente, se usaba como alojamiento de los soldados y personal de servicio del castillo, además de como almacén donde guardar provisiones y bienes.
Desde la buhardilla es posible acceder al exterior donde una galería en voladizo corre por las cuatro esquinas del castillo; hace de servicio de matacán y camino de ronda, con una longitud de 120 metros es aguantada por treinta y ocho ménsulas por banda, numerosas ventanas y desguaces se abren en cada esquina. Desde este elemento defensivo era posible hacer más dificultoso un asalto al castillo y, al mismo tiempo, ofrecía a los vigías mejores condiciones de trabajo.
Hacia el interior hay una galería de madera que da al patio, la cubierta del cual tenía la función de recogida de aguas pluviales, que se almacenaban en la cisterna situada en el centro del patio inferior. El tejado de losas del castillo fue completamente reconstruido en los años 1980.

## El castillo actualmente

### Carnaval histórico de Verrès
Anualmente, a partir de 1949, durante las celebraciones del carnaval histórico en el castillo se rememora el episodio durante el cual, el 31 de mayo de 1449, Catherine de Challant y su marido Pierre d'Introd descendieron a la plaza del pueblo para bailar con los villanos -que cantaron "Vive Catherine et Pierre d'Introd"-, con la intención de ganárselos para su causa en ocasión de unas disputas testamentarias que mantenía Catherine con algunos miembros del linaje. Durante los cuatro días, el castillo acoge cenas, bailes de máscaras y representaciones de la ópera Una partita a scacchi, de Giuseppe Giacosa, celebrados en la gran estancia de la esquina de levante de la planta baja.

### Visita

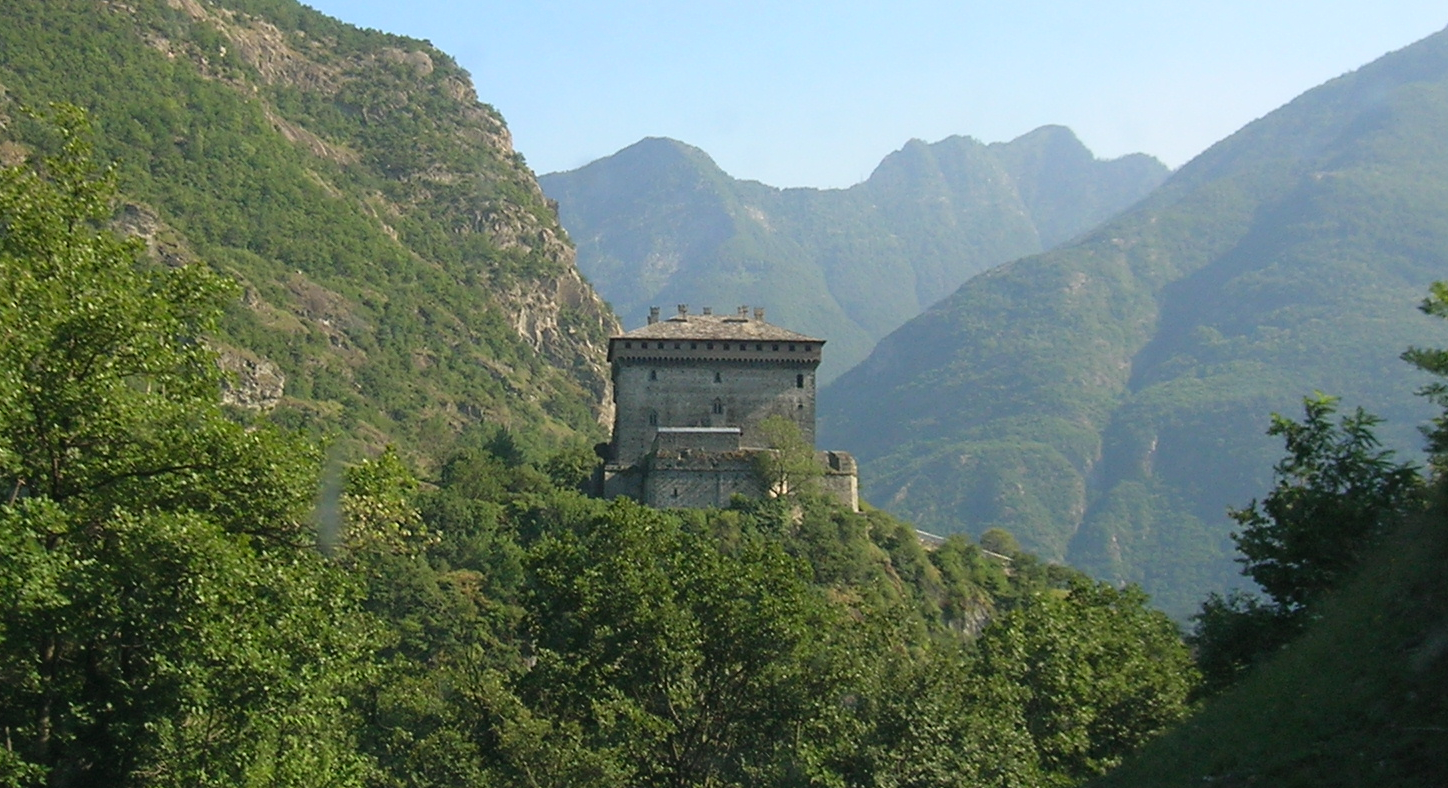
Cara norte.

El castillo de Verrès es uno de los monumentos más admirados del valle de Aosta, con una media de veinte mil visitantes al año en el periodo 2007-2009. Se ubica sobre un cerro al este de la población. La subida (unos 100 metros de desnivel) a pie desde la villa (unos 20 minutos) empieza por un tramo asfaltado y continúa por un camino mulero; también se puede tomar un camino desde el mismo pueblo que es más directo (más cansado y rápido). Puede subirse con vehículo, pero no autobuses, por una carretera al mediodía del pueblo, hasta un aparcamiento situado a unos 200 metros del castillo por un camino de cantos rodados.

## Otros castillos en el valle
En 2011, en el valle, además del de Verrès, se puede visitar el interior de los castillos de Fénis, Issogne, Ussel (Chatillon), Sarriod de la Tour (Saint-Pierre), Sarre y Saboya (Gressoney).